# تشتت النيوترون غير المرن

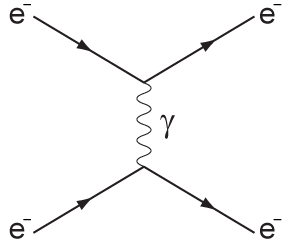
تشتت بين إلكترونين بانبعاث افتراضي

تشتت النيوترون غير المرن هو تقنية تجريبية تستخدم عادة في أبحاث المادة المكثفة لدراسة الحركة الذرية والجزيئية وكذلك الإثارات المغناطيسية والكريستالية الميدانية. وهو يميز نفسه عن تقنيات نشر النيوترونات الأخرى عن طريق حل التغير في الطاقة الحركية التي تحدث عندما يكون التصادم بين النيوترونات والعينة غير المرنة.

## الوصف
تتطلب تجارب الانتشار غير المرن عادة أحادية اللون للحادثة أو الحزمة الصادرة وتحليل الطاقة للنيوترونات المتناثرة. ويمكن القيام بذلك إما من خلال تقنيات زمن التطاير (تشتيت زمن التطاير في النيوترون) أو من خلال انعكاس بلورات مفردة (التحليل الطيفي للمحور الثلاثي للنيوترون - الانتشار الخلفي للنيوترونات). ليست هناك حاجة إلى وجود صدى أحادي في تقنيات الصدى (صدى دوران النيوترون - صدى دوران صدى النيوترون) التي تستخدم المجال الميكانيكي الكمي للنيوترونات بالإضافة إلى اتساعها.